# Мачина (Бреша)
Мачина је насеље у Италији у округу Бреша, региону Ломбардија.
Према процени из 2011. у насељу је живело 394 становника. Насеље се налази на надморској висини од 131 м.